# S-hvězdy

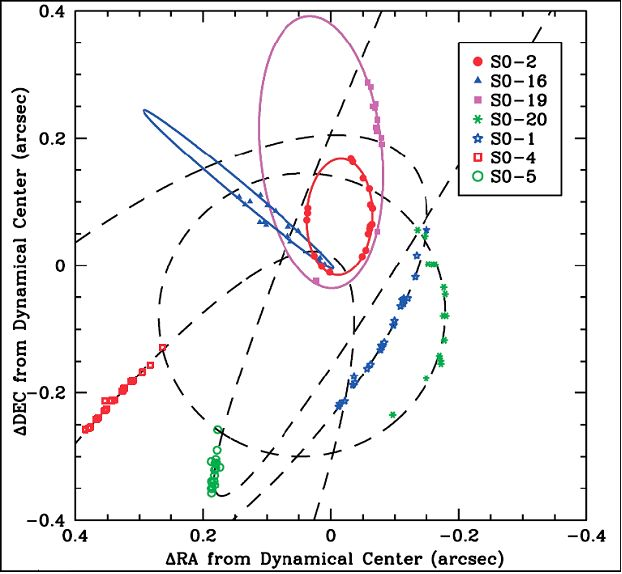
Znázorněné dráhy sedmi S- hvězd na velmi blízkých orbitách kolem centrální MBH podle orbitálních parametrů, které naměřil Ghez, Salim a spol.

S–hvězdy jsou hvězdy za hranicí 0.04 pc k jádru naší Galaxie. Tyto hvězdy jsou známé spíše pod názvy jako „S-stars“ nebo „S-cluster“.

## S-stars
Toto pojmenování vychází z prvního písmene jejich značení (např. S0-1, S0-2, S0-4, S0-8 atd.). S-stars svým spektrálním typem nezapadají do zbylé hvězdné populace. Nejsou tu žádní jasní červení či modří obři, typičtí pro oblast středu Galaxie. Jsou zde pozorovány pouze modré hvězdy hlavní posloupnosti. Podle fotometrie v oblasti infračervených paprsků a také podle spektroskopie se jedná o běžné hvězdy hlavní posloupnosti (MS z angl. Main Sequence). V případě S-stars se jedná převážně o hvězdy spektrálního typu B0-B9. Nejběžnější hvězdou zde je hvězda typu B9 o hmotnosti kolem 3 hm. Slunce, poloměru 2,1 poloměru Slunce a s délkou života ~2×107 roků. Nejznámější hvězdou je zde pak S0-2. Je také nejlépe prozkoumanou hvězdou ze zde pozorovaných.

## Určování hmotnosti centrální MBH (Massive Black Hole – černá díra ve středu galaxie)
Pro astrofyziky nejpodstatnější roli hrají S-hvězdy při určování hmotnosti centrální MBH (Massive Black Hole – černá díra ve středu galaxie). Jedná se totiž o nejbližší pozorované hvězdy u MBH a z měření orbitálních elementů jejich drah se dá hmotnost MBH spočítat. Jsme schopni naměřit přímým pozorování dvě složky polohy zmíněných hvězd. Budeme-li pozorovat v čase, můžeme vypozorovat dvě složky rychlosti, třetí složku změříme dopplerovským posuvem spektra. Protože jsou tyto hvězdy dost rychlé a obíhají na malých drahách, můžeme vypozorovat i změnu rychlosti (zahýbání). Tím se získá plná informace potřebná ke spočtení dráhy pozorované hvězdy. Oblast výskytu těchto hvězd je zhruba vymezena poloměry od několika světelných hodin do 0,04 pc od centrální MBH. Původ těchto S-hvězd je nejasný, shoda panuje pouze v tom, že v těsné blízkosti MBH nemohly vzniknout standardní cestou.

## S-Hvězdy

### S0-2
Hvězda S0-2 (nebo též S2) je hvězda na nejbližší orbitě kolem centrální MBH, která byla dosud pozorována. Jedná se o hvězdu s hmotností 15 hm. Slunce s oběžnou rychlostí cca 5000 km/s tedy 200krát větší rychlostí, než s jakou obíhá Země kolem Slunce. Obíhá na eliptické dráze kolem MBH ve vzdálenosti řádově ~10–5 pc to odpovídá 100 schwarzschildů centrální MBH. Analýzou dráhy této hvězdy byla poprvé přesněji určena hmotnost MBH v roce 2002 na ≥2,7×106 hm. Slunce.

### S0-5
Hvězda S0-5 ilustruje jeden z problémů, s kterými se pozorovatelé S-hvězd potýkají. Mají-li hvězdy velkou excentricitu (jako S0-5 – viz obrázek 1), tak se může stát, že jejich orbita zasahuje do pozorovaného výřezu oblohy jen malou částí tak, že takovou hvězdu v pozorovaném výseku během měření zrovna spatříme je pak dílem náhody. Nemáme-li navíc technické možnosti (hvězdy jsou slabé a daleko) pozorovat statisticky signifikantní počet hvězd, můžeme se jen dohadovat, kolik hvězd v těsné blízkosti centrální MBH skutečně obíhá.